# Jorge de Silva
Jorge de Silva (Acapulco, 21 de abril de 1973) é um ator mexicano.

## Biografia
Jorge iniciou sua carreira dentro do mundo do espetáculo como cantor, no grupo musical "Tierra Cero", onde permaneceu por um ano e meio para logo entrar no (CEA) Centro de educação Artística da rede Televisa, para estudar atuação e aprimorar seu talento.
Em 1999 Jorge atuou em sua primeira telenovela, justamente em uma telenovela de sucesso mundial Rosalinda, onde personificou 'Beto Pérez Romero', irmão da personagem 'Rosalinda' que era da atriz  Thalía, certamente foi seu grande destaque como ator, atuando com Tina Romero, Adriana Fonseca e Nora Salinas.
Em seguida Jorge participou de outras produções Mujeres engañadas também de 1999, Abrázame muy fuerte em 2000 outra grande produção contracendo com Fernando Colunga e Aracely Arámbula, ma telenovela La Intrusa em 2001 Jorge atuou com 'Raymundo' um belo jovem pobre e perdidamente apaixonado por Vanessa uma das gémeas interpretada por Gabriela Spanic, ele também atuou em Navidad sin fin de 2001, a telenovela juvenil Clase 406 em 2002 e Niña... amada mía de 2003 contracenando com Eric del Castillo, Karyme Lozano entre outros grandes atores.
No ano de 2004 Jorge interpreta o personagem 'Esteban' de outra  telenovela juvenil desta vez foi Corazones al límite. No mesmo ano, ele trabalha no cinema, com uma participação no filme "Desnudos". En 2005 interpreta Ruben na telenovela Contra viento y marea, em 2006 da vida a 'José Gómez' na telenovela do produtor Juan Osorio, Duelo de pasiones.
Em 2007 Jorge integrou o elenco da telenovela juvenil, Muchachitas como tú, dando vida ao vilão 'Valente'. Já em 2008 participou na telenovela Cuidado con el ángel, interpretando o personagem 'Eduardo'. Jorge tem um filho com a sua ex esposa Biana Singleton.

## Telenovelas
- Para volver a amar (2010-2011) .... Sergio Aldama
- Cuando me enamoro (2010) .... Gonzalo Monterrubio (Jovem)
- Un gancho al corazón (2009) .... El Lobo
- Cuidado con el ángel (2008) .... Eduardo Garibaldi
- Muchachitas como tú (2007)  .... Valente Quintanar
- Amar sin límites    (2006/2007)...Arnaldo Toscano
- Duelo de pasiones (2006) .... José Gómez
- Piel de otoño (2005) .... Eduardo Gutiérrez Ruiz
- Contra viento y marea (2005) .... Ruben
- Corazones al límite (2004) .... Esteban Molina Vallardes
- Clase 406 (2003) .... Luigi Ferrer
- Niña... amada mía (2003) .... Ringo
- Navidad sin fin (2001) .... Felipe
- La Intrusa (2001) .... Raymundo
- Abrázame muy fuerte (2000) .... Abel 'Abelito' Ramos
- Mujeres engañadas (2000) .... Raúl
- Rosalinda (1999) .... Roberto Pérez Romero

## Series
- Mujer, casos de la vida real (4 episodios, 2000-2005)
- Cuento de Navidad (1999) mini-séries

## Filmes
- Desnudos (2004) .... Alan